# Astragalus kaswinensis
Astragalus kaswinensis är en ärtväxtart som beskrevs av Joseph Friedrich Nicolaus Bornmüller. Astragalus kaswinensis ingår i släktet vedlar, och familjen ärtväxter. Inga underarter finns listade i Catalogue of Life.